# Arnaldo da Silva
Arnaldo da Silva, född den 26 mars 1964, är en brasiliansk före detta friidrottare som tävlade i kortdistanslöpning.
da Silvas främsta merit är att han tillsammans med Robson da Silva, Édson Ribeiro och André Domingos da Silva ingick i det stafettlaget på 4 x 100 meter vid Olympiska sommarspelen 1996 som blev bronsmedaljörer efter Kanada och USA. 
Förutom meriten i stafett var han i kvartsfinal vid tre VM, vid VM 1987 på 200 meter och vid VM 1991 och 1993 på 100 meter. 

## Personliga rekord
- 60 meter - 6,78
- 100 meter - 10,38
- 200 meter - 21,03